# Steve Burton
Jack Stephen Burton (Indianápolis, 28 de junho de 1970) é um ator estadunidense, mais conhecido por sua interpretação de Jason Morgan em General Hospital, e Dylan McAvoy em The Young and the Restless. Ele tem sete indicações e duas vitórias no Daytime Emmy Award

## Filmografia

### Cinema
| Ano  | Título                                      | Papel                      | Nota(s)         |
| ---- | ------------------------------------------- | -------------------------- | --------------- |
| 1986 | The Manhattan Project                       | Agente local do FBI Ithaca |                 |
| 1994 | Red Sun Rising                              | Bar Patron                 |                 |
| 1994 | CyberTracker                                | Jared                      | Direct-to-video |
| 1995 | Cyber-Tracker 2                             | Jared                      |                 |
| 2001 | The Last Castle                             | Capt. Peretz               |                 |
| 2001 | Semper Fi                                   | Steve Russell              |                 |
| 2006 | Final Fantasy VII: Advent Children          | Cloud Strife (voz)         |                 |
| 2009 | Final Fantasy VII: Advent Children Complete | Cloud Strife (voz)         |                 |

### Televisão
| Ano                     | Título                                 | Papel                | Nota(s)                           |
| ----------------------- | -------------------------------------- | -------------------- | --------------------------------- |
| 1987–1991               | Out of This World                      | Chris Fuller         | 60 episódios                      |
| 1988                    | Days of Our Lives                      | Harris Micheals      | Papel recorrente                  |
| 1990                    | Who's the Boss?                        | Tim                  | episódio: "Her Father's Daughter" |
| 1991–2012 2017–presente | General Hospital                       | Jason Morgan         |                                   |
| 1991                    | Secret Bodyguard                       | Rick                 | Creditado como Stephen Burton     |
| 1998                    | Soaps' Most Unforgettable Love Stories | Jason Morgan         | Teleflme                          |
| 2002                    | Taken                                  | Capitão Russell Keys | 3 episódios                       |
| 2007                    | General Hospital: Night Shift          | Jason Morgan         |                                   |
| 2013–2017               | The Young and the Restless             | Dylan McAvoy         |                                   |